# 그들도 우리처럼
《그들도 우리처럼》은 1990년에 개봉한 대한민국의 영화이며 박중훈이 분한 이성철 역은 당초 최재성이 낙점됐으나 TV 드라마 《여명의 눈동자》촬영 스케줄과 맞물려 불발됐다.

## 줄거리
당국을 피해 작은 광산촌에서 일하며 숨어 지내는 젊은 학생 운동가에 대한 사회 드라마.

## 캐스팅
- 문성근 : 김기영 역
- 박중훈 : 이성철 역
- 심혜진 : 송영숙 역
- 황해 : 심씨 역
- 박규채 : 이사장 역
- 이일웅 : 정씨 역
- 양진영 : 대식 역
- 김민희 : 미숙 역
- 김경란 : 택이엄마 역
- 조주미 : 순이엄마 역
- 이수찬 : 강 형사 역
- 최인숙 : 윤 마담 역
- 김진희 : 서남진 역
- 김하림 : 전사장 역
- 박부양 : 노조위원장 역
- 최재호 : 서 과장 역
- 이석구 : 박 과장 역
- 양일민 : 중국집주인 역
- 추봉광 : 업소사장 역
- 조학자 : 정씨부인 역
- 강능원 : 천도성 역
- 박용팔 : 배씨 역
- 문미봉 : 떡집아줌마 역
- 김애라 : 여인숙노파 역
- 박예숙 : 심씨부인 역
- 강희주 : 방아줌마 역
- 유경애 : 포장마차주인 역
- 박점순 : 이사장부인 역
- 박기수 : 형사과장 역
- 박재영 : 미스 김 역
- 양은민 : 미스 육 역
- 박은하 : 여직원 역
- 변학숙 : 미스 리 역
- 최민금 : 스탠드집주인 역
- 전영하 : 원 순경 역
- 김인수 : 성철부하 역
- 이형익 : 정범 역
- 강철민 : 심씨아들 역
- 심태보 : 성철부하 역
- 유퉁 : 최 형사 역 (특별출연)

## 수상
- 1990년 제1회 춘사영화상
  - 최우수작품상
  - 여우주연상 - 심혜진
  - 신인남우상 - 문성근
  - 각본상 - 윤대성
- 1990년 제11회 청룡영화상
  - 최우수작품상
  - 기술상 - 유영길
- 1991년 제27회 백상예술대상
  - 영화부문 남자신인연기상 - 문성근